# Liste d'artistes plasticiens de Saint-Martin (Antilles françaises)
 (avril 2014).
Si vous disposez d'ouvrages ou d'articles de référence ou si vous connaissez des sites web de qualité traitant du thème abordé ici, merci de compléter l'article en donnant les références utiles à sa vérifiabilité et en les liant à la section « Notes et références ».
Liste des artistes plasticiens ayant ou ayant eu leur atelier sur la partie française de l’île de Saint-Martin, aux Antilles (classement par ordre alphabétique).

## Peintres
- Christophe Bonnel[2], né en 19xx en France.
- Dona Brythiel[3], née en 19xx en France.
- Sylvie Calley[4], née en 19xx en France.
- Josiane Casaubon[5], née en 19xx en France.
- Antoine Chapon[6], né en 1952 en France.
- Maryn Charvat[7], née en 19xx en France.
- Christian Counord, alias chrisco né en 1951 en France
- Sébastien Rouxel alias Bastien né en France
- Joël Dellion[8], né en 19xx en France.
- Mathias Durand-Reynaldo, alias Coccinella, né en 1975 en France.
- Francis Eck[9], né en 1949 en France.
- Charli Etchegoyen[10], né en 1966 en France.
- Alessandra Fiorillo[11], née en 19xx en France.
- Claudine Gallet[12], née en 19xx en France.
- Eve-Marie Gretillat[13], née en 1949 en France.
- Olivier Grolleau[14], né en 1965 en France.
- Jacques Lazéras[15], alias JacLaz, né en 1952 en France.
- Nathalie Lépine[16], née en 19xx en France.
- Jacqueline Llobregat[17], alias Jill, née en 19xx en France.
- Gloria Lynn[18], née aux États-Unis.
- Katherine Millot[19], née en France.
- Alexandre Minguet[20], né en 1937 en France, décédé en 1996 à Saint-Martin.
- Wilfrid Moizan[21], né en 1969 en France.
- Patty Meotti[22],né en Italie
- Eslitza Popova[23], née en 1965 en Bulgarie.
- Mounette Radot[24], née en France.
- Do Rann, née en France.
- Roland Richardson[25], né en 1944 à Saint-Martin.
- Silka, née en France.
- Paul Elliot Thuleau[26], né en 1959 en France.
- Stephanie Tihanyi[27], née  en France.
- Lucia Trifan[28], née en 19xx en France.

|  |  |  |  |
|  |  |  |  |
|  |  |  |  |

## Sculpteurs
- Teo Bonev[29], né en 1975 en Bulgarie.
- Mathias Durand-Reynaldo, alias Coccinella, né en 1975 en France.
- Martin Lynn[30], né en 1944 aux États-Unis, décédé en 2005.

## Céramistes
- Dona Brythiel[3], née en 19xx en France.
- Marie Moine[31], née en 19xx en France.

## Marqueterie d'art
- Jean-Pierre Straub[32], né en 1952 en France.

## Couturiers d'art
- Mathias Durand-Reynaldo, alias Coccinella, né en 1975 en France.